# Prince Malachi
Mark Wynter ( Londen, 1969), beter bekend als Prince Malachi, is een Brits muzikant.

## Levensloop
Mark Wynter werd geboren in Londense muzikale familie in 1969. Het verhaal gaat dat zijn vader, een talentvolle R&B- en jazz-gitarist Byron Lee gitaar had leren spelen toen hij nog in Jamaica woonde. Op de leeftijd van 7 jaar leerde Mark Wynter drummen en in zijn elfde levensjaar trad hij reeds samen op met zijn vader.
In zijn jeugd was hij lid van het schoolorkest, -koor en -band. Later richtte hij Avalanche op, waarmee hij de backing van onder andere Yellowman verzorgde en tweede eindigde in een muziekwedstrijd op televisie. Een tijd lang trad hij op als dj onder het pseudoniem Federal, waarmee hij succes boekte en mocht optreden met General DC en Coxsone. Zijn dj-bezigheden brachten hem in contact met grote namen in de reggaewereld als Ninjaman, Daddy Freddy, Shabba Ranks, Freddie Paul en King Tubby.
In 1989 trad hij samen op met Marcia Griffiths tijdens een tour in Duitsland. Rond deze periode bewerkte hij het bekende nummer Mash Down Rome van Michael Prophet. Hij tekende bij het Japanse platenlabel Avex. Zijn debuutsingle Rock to the Rhythm preikte in diverse hitlijsten en kreeg airplay op MTV.

## Discografie
Een selectieve discografie van Prince Malachi:

### Singles
- "Dancing School" (Stingray)
- "Runaway Slave" (1998, Stingray)
- "This Feeling" (Stingray)
- "Greater Things In Life" (Stingray)
- "Our Country" (Xterminator)
- "Love Jah" (1998, Xterminator)
- "Watch Over We" (Xterminator)
- "You Can't Come In" (Xterminator)
- "Life Circle" (Jet Star/Xterminator)
- "Ready Fi Dem" (1998, Xterminator)
- "Fire It Is Blazing" (1998, Xterminator)
- "I've Searched" (VP/Xterminator)
- "Why Is It So" (2000, Harmony House)
- "Jah Love" (2003, Backyard Movements)
- "Can't Control I" (2003, Falasha)
- "I Know" (2004, Notorious)
- "Behold" (2004, Falasha)
- "1966" (2004, Blakamix)
- "Onward We Go" (2004, Stingray)
- "Time To Move On" (2004, Cousins)
- "Gideon Trod" (2006, Hi Tek)
- "Which Way" (2006, Vibes House)
- "Jah Guide Dem" (2006, Reggae Fever)
- "Jah Nah Sleep" (2006, Maximum Sound)
- "Heavy Load" (2007, Stingray)
- "Judgment Hour" (2007, Stingray)
- "Me & Them" (versatile riddim) (2008, Wake Up)

### Albums
- Jah Light (1998, Mount Ararat/RAS/Heartbeat)
- Love Jah (1999, VP) ook uitgegeven als Prophet, Priest & King (1999, Xterminator)
- Watch Over We (1999, RAS)
- Runaway Slave (2004, Charm/Stingray)
- One Perfect Love (2007, Blakemix)